# Eisengießerei Torgelow
Die Eisengießerei Torgelow GmbH (EGT) ist ein metallverarbeitendes Unternehmen in Torgelow im Landkreis Vorpommern-Greifswald in Mecklenburg-Vorpommern. Das Unternehmen ging nach der Wende aus dem VEB Gießerei und Maschinenbau „Max Matern“ Torgelow hervor.

## Geschichte
Nachdem die Suche nach Raseneisenerz, die 1752 auf Befehl des preußischen Königs Friedrich II. in der Ueckermünder Heide durchgeführt wurde, erfolgreich war, erließ der König am 25. Dezember 1753 eine Kabinettsorder zum Bau eines Hüttenwerkes. Nach der Inbetriebnahme des ersten modernen Hochofens in Torgelow folgte die Ansiedlung nachfolgender Gewerke. Neben Rüstungsmaterialien wurden vor allem eiserne Ackerbaugeräte produziert.
Als die verfügbaren Raseneisenerzvorkommen erschöpft waren, wurde vermehrt auf Schrott und importiertes Roheisen zurückgegriffen. Dafür wurden Kupolöfen angeschafft. Der Betrieb des Hochofens wurde 1858 eingestellt, das Hüttenwerk 1861 privatisiert. Neben dem vom Bildgießer Theodor Vollgold übernommenen Werk entstanden ab 1875 zahlreiche Neugründungen.
Zu Beginn des Ersten Weltkriegs gab es in Torgelow 14 produzierende Eisengießereien mit jeweils 100 bis 300 Beschäftigten. Nach dem Krieg mussten sich die Firmen wieder auf die Produktion von zivilen Gütern umstellen. Die Absatzmärkte waren vor allem Berlin (70 Prozent), Nord- und Mitteldeutschland sowie Skandinavien und das Baltikum.
Der Zweite Weltkrieg erforderte die erneute Umstellung auf Rüstungsprodukte. Die hergestellten Geschosse und Bomben wurden in der nahe gelegenen Munitionsanstalt weiterverarbeitet. Nach Kriegsbeginn wurden in den Werken Kriegsgefangene eingesetzt. Das Lager „Schwarze Erde“ fasste 1941 mehr als 1000 Gefangene. Später lag die Zahl der Zwangsarbeiter bei ungefähr 3000, die in 18, teilweise firmeneigenen Lagern untergebracht waren.
Nach dem Kriegsende 1945 wurde die Produktion in den meisten Betrieben allmählich wieder aufgenommen. Es gab relativ wenig Kriegszerstörungen und meist nur Teildemontagen. Nur die modernere Fabrik Haller II, die für die Munitionsanstalt produziert hatte, wurde als Reparation in die Sowjetunion gebracht. Bis Ende April 1948 wurden die übrigen Betriebe in Volkseigentum umgewandelt. Sie wurden ab dem ersten April 1949 unter dem Namen „Vereinigte Torgelower Gießereien“ (VTG) zusammengefasst. In den nächsten Jahren wurden mehrere neue Gebäude errichtet: eine zentrale Großputzerei 1950, eine Großgusshalle 1953 und 1954 der Fertigungsbereich Gießerei 1 (FG-1). Die Formereien wurden weitgehend mechanisiert.
Die Gießereien wurden im Oktober 1969 zum VEB Gießerei- und Maschinenbau „Max Matern“ Torgelow (GMT) zusammengeschlossen. Der Volkseigene Betrieb wurde nach dem in der DDR glorifizierten KPD-Mitglied Max Matern benannt, der in Torgelow Former gelernt hatte. Produziert wurde vor allem für den DDR-Schiffbau und den Elektromaschinenbau. Ab den 1980er Jahren war der Torgelower Betrieb Teil des Kombinats Schiffbau und es erfolgten weitere Modernisierungen: es wurden moderne Formautomaten, eine vollautomatische Vergießeinrichtung und eine elektrohydraulische Entkernung eingesetzt. Für den Schmelzbetrieb wurden Induktionsöfen installiert.
In den Jahren 1988 und 1989 waren in der GMT über 2300 Mitarbeiter angestellt. 1988 wurden knapp 30.000 Tonnen Grauguss und weitere Produkte im Wert von 140 Millionen Mark der DDR hergestellt. Nach der Wende geriet die GMT durch das Wegbrechen ihres wichtigsten Absatzmarktes, des DDR-Schiffbaus, in eine Krise. Zahlreiche Betriebsteile wurden stillgelegt und die Hallen später abgebrochen.
Nachdem bereits 1992 von ehemaligen Mitarbeitern eine Aluminium- und Messing-Gießerei gegründet worden war, entstand am 1. Juli 1993 aus dem großen Gießereibetrieb die „Eisenguss Torgelow GmbH“. Seit einem Besitzerwechsel führte sie ab dem 1. Mai 2001 den Namen „Eisengießerei CHL Torgelow GmbH“ und ab 2006 den heutigen Firmennamen „Eisengießerei Torgelow GmbH“. Seit 2004 befindet sich das Unternehmen in österreichischem Besitz; seit Oktober 2005 wird in einer neuen Großgießerei produziert.
Die Mitarbeiterzahl stieg von 64 im Jahr 2003 auf 700 im Jahr 2008. Der Umsatz, der 2003 fünf Millionen Euro bei einem Verlust von 1,3 Millionen betrug, erreichte 2008 etwa 140 Millionen Euro. Von der Wirtschaftsprüfungsgesellschaft BDO Deutsche Warentreuhand wurde der Geschäftsführer Hermann Josef Taterra mit dem Preis „Turnarounder des Jahres 2006“ ausgezeichnet. Allerdings gibt es auch kritische Stimmen, die den massiven Einsatz von Zeitarbeitern und niedrige Löhne als Schattenseite des Erfolges sehen. Auch äußern gewerkschaftliche Kreise Zweifel an der Nachhaltigkeit des vor allem subventionsgetragenen Aufschwunges.

## Aktuelles
Ihre jetzige Form hat das Unternehmen laut Registerportal des Handelsregisters seit der Verschmelzung der Großguss Torgelow GmbH (GGT) mit der Eisengießerei Torgelow GmbH im Dezember 2007. Damit wurde die 2004/2005 durchgeführte Betriebsaufspaltung beendet, während der sowohl die Besitzgesellschaft GGT als auch die Betreibergesellschaft EGT Fördermittel des Landes Mecklenburg-Vorpommern erhielten. Die Mehrheit der Geschäftsanteile wird heute von der Breeze Invest GmbH (Wien) und der Privatstiftung zur Bährenhöhle (Wien) gehalten. Das Unternehmen hat zwei ausstehende Anleihen (Emissionsvolumen insgesamt 30 Mio. Euro, WKN A1EWMV und A1EWMW), die jedoch nicht mehr an der Börse gehandelt werden. Durch im Unternehmensregister am 4. April 2017 veröffentlichten Beschluss der Gläubigerversammlung vom 20. März 2017 wurden die Zinssätze für die Anleihen von 4,302 % bzw. 3,5 % auf jeweils 6,808 % pro Jahr erhöht, die Laufzeiten wurden jeweils geändert auf den 30. August 2023.
Zum 1. Oktober 2016 hat die Eisengießerei Torgelow die Putzerei mit 32 Mitarbeitern an ein Tochterunternehmen der Basibüyük-Gruppe ausgelagert. Dem Betriebsübergang haben nur vereinzelte Mitarbeiter der Putzerei zugestimmt, die Arbeitsverhältnisse der anderen betroffenen Putzer wurden gekündigt. Die Eisengießerei Torgelow näherte sich zuvor der Mitarbeiterzahl von 500, deren Erreichung nach dem Gesetz über die Drittelbeteiligung der Arbeitnehmer im Aufsichtsrat (Drittelbeteiligungsgesetz – [DrittelbG]) die Bildung eines arbeitnehmer-mitbestimmten Aufsichtsrates erforderlich gemacht hätte.

## Produkte
Die Eisengießerei Torgelow stellt hauptsächlich Produkte aus Sphäroguss her. Dazu gehören Rotornaben, Maschinenträger, Achszapfen, Lagergehäuse und andere Getriebeteile für Windenergieanlagen. Weitere hier hergestellte Bauteile mit einem Gewicht von bis zu 100 t werden u. a. in Gas- und Dampfturbinen sowie weiteren speziellen Anlagen eingesetzt.